# Gaius Pomponius Bassus Terentianus
Gaius Pomponius Bassus Terentianus (floruit v. 193) était un homme politique de l'Empire romain.

## Biographie
Fils d'un Terentius et de sa femme Pomponia Paetina, petit-fils paternel d'un Decimus Terentius, petit-fils maternel de Lucius Pomponius Bassus Cascus Scribonianus et arrière-petit-fils paternel de Decimus Terentius Gentianus.
Il fut consul suffect ca. 193 et praefectus aer. mil..
Il fut le père de Pomponius Bassus.